# 862
Évszázadok: 8. század – 9. század – 10. század
Évtizedek: 810-es évek – 820-as évek – 830-as évek – 840-es évek – 850-es évek – 860-as évek – 870-es évek – 880-as évek – 890-es évek – 900-as évek – 910-es évek
Évek: 857 – 858 – 859 – 860 –  861 – 862 – 863 – 864 – 865 – 866 – 867

## Események

### Európa
- Német Lajos keleti frank király ellen nyíltan fellázad fia, Karlmann és egészen az Inn folyóig megszállja a mai Ausztria területét. Karlmann szövetséget köt Rasztiszlav morva fejedelemmel, aki segítségül hívja az etelközi magyarokat. A magyarok (akiknek ez az első megjelenése a Kárpát-medencében) feldúlják Pannóniának a király hűségén maradt régióit.
- A kazároktól hazafelé tartó Cirill bizánci szerzetes a Krímen magyarokkal találkozik.
- A nyugati függést feladni kívánó Rasztiszláv hittérítőket kér III. Mikhaél bizánci császártól, aki Cirillt és Metódot bízza meg a feladattal. A két fivér a térítő munka hatékonyságának növelése érdekében kidolgozza a szláv nyelvhez illeszkedő glagolita ábécét.
- Kopasz Károly nyugati frank király erődöket építtet a folyók mentén, hogy meggátolja a vikingek hajózását. Trilbardou hídjánál súlyos veszteségeket okoznak Weland viking vezér flottájának, aki ezután megkeresztelkedik és formálisan meghódol Károlynak. Weland csapatának egy része erre távozik; őket Erős Róbert neustriai őrgróf béreli fel Salomon breton herceg elleni harcához. Salomon válaszul a loire-i vikingeket fogadja zsoldjába, akik ellen Erős Róbert nagy győzelmet arat és 12 hajójukat elfoglalja.
- Egy Balduin nevű nemes elrabolja (vagy megszökteti) a kolostorból Kopasz Károly lányát, Juditot (aki ekkor, 18 évesen már kétszeres özvegy) és feleségül veszi. A király dühében kiátkoztatja őket. A pár Rómába utazik, ahol I. Miklós pápa megértőnek bizonyul és kérésére Károly elismeri a házasságot, majd Flandriában ad birtokot Balduinnak (feltehetően azt remélve, hogy a vikingek megölik).
- Kopasz Károly idősebb fia, Hebegő Lajos fellázad apja ellen és Erős Róbert segítségével titokban feleségül veszi szerelmét, Burgundiai Ansgarde-ot.
- II. Lothár lotaringiai király nyomására az aacheni zsinaton a püspökök elválasztják vérfertőzéssel vádolt feleségétől, Teutbergától és engedélyezik, hogy házasságra lépjen szeretőjével, Waldradával.
- A viking Vasbordájú Björn és Hastein visszatér többéves mediterrán portyájáról. Bár 62 hajójukból 40 elsüllyed egy viharban és két másik hajót a mórok pusztítanak el Gibraltárnál, hazafelé menet még kifosztják Pamplonát, majd 20 hajóval visszaérnek a Loire torkolatánál lévő táborukba.
- A vikingek felhajóznak a Rajnán és kifosztják Kölnt.
- Meghal I. Donald skót király. Utódja unokaöccse, I. Konstantin.
- Meghal II. Æthelred northumbriai király. Utóda Osberht (bizonytalan időpont).
- A hagyomány szerint Novgorod egymással harcoló szláv és finnugor lakói behívják a varég Rurikot, hogy legyen a fejedelmük és teremtsen rendet.
- Először említik Belozerszk és Murom városait.

### Abbászida Kalifátus
- Fél éves uralkodás után, 24 éves korában váratlanul meghal al-Muntaszir kalifa. A tényleges hatalmat kezében tartó türk testőrgárda unokatestvérét, al-Musztaint ülteti a trónra.  A fővárosban, Szamarrában zavargások kezdődnek a jogos trónörököst, al-Mutazzt (al-Muntaszir öccsét) támogatva, amit a türkök súlyos véráldozat árán levernek.
- Al-Musztain Örményország fejedelmévé nevezi ki Asot Bagratunit. Az arab kormányzó megmarad, de szerepe névlegessé válik.

## Születések
- Tang Hszi-cung, kínai császár

## Halálozások
- április 13. – I. Donald, skót király
- június 7. - al-Muntaszir, abbászida kalifa
- II. Æthelred, northumbriai király
- Músza ibn Músza al-Kaszaví, ibériai muszlim hadvezér, kormányzó
- Servatus Lupus, francia teológus
- Swithun, winchesteri püspök

## Fordítás
- Ez a szócikk részben vagy egészben  a(z)   862 című angol Wikipédia-szócikk ezen változatának fordításán alapul.  Az eredeti cikk szerkesztőit annak laptörténete sorolja fel. Ez a jelzés csupán a megfogalmazás eredetét és a szerzői jogokat jelzi, nem szolgál a cikkben szereplő információk forrásmegjelöléseként.